# Нова Шведска
Нова Шведска (швед. Nya Sverige) је била мало шведско насеље на реци Делавер на обали средњег Атлантика у Северној Америци. Основана је за време Тридесетогодишњег рата када је Шведска била војна сила. Обухватала је подручја садашњих држава Делавер, Њу Џерзи и Пенсилванија. Насеље је основано 29. марта 1638. године, а прикључено је низоземској колонији Нова Низоземска 15. септембра 1655. године. Заједно са Швеђанима, већина насељеника су били Финци и Холанђани.

## Историја
Средином 17. века Шведска је имао највеће територијално проширење. Под краљем Густавом Адолфом а после и краљицом Кристином, Швеђани су ширили утицај највише преко трговине дуваном.Шведска јужна компанија је основана 1626. са циљем стварања колонија између Флориде и Њуфаундленда.Прва шведска експедиција у Америку била је из луке Готенбург 1637. године.Саградили су утврђење у Вилмингтону које су именовали по краљици Кристини.Tу регију је населило 600 Швеђана и Финаца, неколико Холанђана и Немаца, један Данац и Естонац. Тада је Петер Минојт постао први гувернер колоније.Он је окупио староседеоце и убедио их да потпишу сагласност са радњама које ће предузети ако дође до проблема са Холанђанима.Директор холандске компаније везане за западну Индију се противио Швеђанима који ипак нису одустали с обзиром да су војно били моћнији.Минуи је после ишао у Стокхолм да доведе другу групу досељеника.Шведска насеља су постојала до енглеског освајања Нове Холандије.Инвазија је почела 29. августа 1664. године када је заузет Нови Амстердам а завршена је са заузимањем тврђаве Касимир у октобру.То је било на почетку Другог англо-холандског поморског рата. Највећи значај Нове Шведске је у томе што је припремила Америку за долазак око милион Швеђана између 1870. и 1910. године.Највећи део тих досељеника населио је област Минесоте.Вероватно највећа заслуга Нове Шведске је у томе што су Финци са собом донели традиционалан начин градње шумских кућа.Колонисти су градили брвнаре које су постале икона америчке границе толико да се мислило да је то плод америчке архитектуре.

## Гувернери
- Питер Минуи, Директор (март 1638.-јуни 1638)
- Манс Нилсон Kлинг, Kомандант (јуни 15, 1638.-април 1640)
- Питер Холандер Рајдер, Kомандант (април 1640.-фебруар 1643)
- Јохан Бјорнсон Принц (фебруар 1643.-октобар 1653)
- Јохан Папегоја (октобар 1653.-мај 1654)
- Јохан Kласон Рајсинг (мај 1654.-септембар 1655)

## Тврђаве
- Форт Kристина, данашњи Вилингтон, Делавер 1638.-1655.
- Форт Њу Готенборг (Нyа Гöтеборг), данашњи Есингтон Пенсилванија 1643.-1655.
- Форт Њу Kорсхолм, данашња југозападна Филадефија, Пенсилванија 1647.-1653.
- Форт Њу Елфсборг, у близини данашњег Салема, Њу Џерзи 1643.-1651.
- Форт Тринити (Трефалдигхетен), садашњи Њу Kасл, Делавер 1654.-1655.

## Трајна насеља
- Kристина (1638.- 1641; данашњи Вилмингтон, Делавер)
- Финска (Чамасунг), садашњи Трајнер, Пенсилванија 1641.
- Апленд, садашњи Трајнер, Пенсилванија 1641.
- Принцторп, садашњи Честер, Пенсилванија 1643.
- Текираси, садашњи Едистон, Пенсилванија 1643.
- Тиникум Тауншип, Округ Делавер, Пенсилванија 1643.
- Провинција(Манаипинг)Острво, на Шујлкил реци, садашњи југозападни део Филаделфије, Пенсилванија 1643.
- Минка острво, садашњи југозападни део Филаделфије, Пенсилванија 1643.
- Kингсесинг (Нyа Васа), садашњи југозападни део Филаделфије, Пенсилванија 1644.
- Молндал, садашњи Јадон, Пенсилванија 1645.
- Торне (Аронамек), садашња западна Филаделфија, Пенсилванија 1647.
- Сајдоленд, садашњи Вилмингтон, Делавер 1654.
- Острво Тимбер, садашњи Вилмингтон, Делавер 1654.
- Страндвикен, садашњи Вилмингтон, Делавер 1654.
- Амансленд, садашњи Дарби, Пенсилванија 1654.